# Phrudocentra mecospila
Phrudocentra mecospila är en fjärilsart som beskrevs av Louis Beethoven Prout 1932. Phrudocentra mecospila ingår i släktet Phrudocentra och familjen mätare. Inga underarter finns listade i Catalogue of Life.